# (39896) 1998 FB16
(39896) 1998 FB16 est un astéroïde de la ceinture principale découvert en 1998.

## Description
(39896) 1998 FB16 a été découvert le 29 mars 1998 au Centre de recherches en géodynamique et astrométrie (CERGA), à Caussols en France, par le projet scientifique européen OCA-DLR Asteroid Survey (ODAS).

### Caractéristiques orbitales
L'orbite de cet astéroïde est caractérisée par un demi-grand axe de 2,42 ua, un périhélie de 2,00 ua, une excentricité de 0,17 et une inclinaison de 6,21° par rapport à l'écliptique. Du fait de ces caractéristiques, à savoir un demi-grand axe compris entre 2 et 3,2 ua et un périhélie supérieur à 1,666 ua, il est classé, selon la JPL Small-Body Database, comme objet de la ceinture principale.

### Caractéristiques physiques
(39896) 1998 FB16 a une magnitude absolue (H) de 14,4 et un albédo estimé à 0,245.